# Знаменівська сільська рада (Новомосковський район)
| Знаменівська сільська рада — колишній орган місцевого самоврядування у Новомосковському районі Дніпропетровської області з адміністративним центром у с. Знаменівка. Сільській раді були підпорядковані населені пункти: - с. Знаменівка - с. Новотроїцьке - с. Підпільне |

## Склад ради
Рада складалася з 30 депутатів та голови.

## Керівний склад сільської ради
| ПІБ                    | Основні відомості                                                                  | Дата обрання | Дата звільнення |
| ---------------------- | ---------------------------------------------------------------------------------- | ------------ | --------------- |
| Бабаєв Віктор Іванович | Сільський голова, 1949 року народження, освіта, член Соціалістичної партії України | 26.03.2006   | 31.10.2010      |
| Бабаєв Віктор Іванович | Сільський голова, 1959 року народження, освіта вища, безпартійний                  | 31.10.2010   |                 |

Примітка: таблиця складена за даними джерела